# میزوئو پک
میزوئو پک (انگلیسی: Mizuo Peck؛ زادهٔ ۱۸ اوت ۱۹۷۷) یک هنرپیشه اهل ایالات متحده آمریکا است.

## فیلم‌شناسی
- شب در موزه: راز مقبره (۲۰۱۴)
- یک مورد از شما (۲۰۱۳)
- شب در موزه: نبرد اسمیتسونین (۲۰۰۹)
- شب در موزه (۲۰۰۶)